# Ommeray
Ommeray település Franciaországban, Moselle megyében. Lakosainak száma 128 fő (2022. január 1.). Ommeray Bourdonnay, Donnelay, Lagarde, Ley és Moncourt községekkel határos.

## Népesség
A település népességének változása:
| Lakosok száma | 155  | 122  | 117  | 103  | 110  | 115  | 127  | 128  | 129  | 128  |
|               | 1968 | 1982 | 1990 | 2006 | 2013 | 2015 | 2017 | 2019 | 2020 | 2022 |